# 칭청산
칭청산(청성산, 중국어: 青城山, 병음: Qīngchéng Shān)은 쓰촨성 두장옌 시 경내에 위치하고 있고, 청두 시에서는 68km이다. 두장옌 수리시설에서는 서남쪽으로 10km에 있다. 주봉은 노소정(老霄頂)으로 해발 1600m이다. 수목이 푸른 비취빛을 띠고 사계절 항상 푸르다고 하여, 청성산이라는 이름을 얻었다.
청성산은 중국의 유명한 도교 성지로 국가중점풍경명승구로 지정되어 있으며, 2000년에는 두장옌과 함께 세계문화유산으로 등록되었다. 청성산은 전산과 후산으로 나뉘는데, 전산은 청성산풍경명승구의 주요 부분이다. 약 15평방킬로미터이며 경치가 미려하고 문화유적지와 고찰이 많다. 청성 후산은 교통이 불편하고 지세가 험준하여 자연이 잘 보존되어 신비한 분위기를 띤다.

## 도교
청성산은 중국의 유명한 도교 명산이다. 도교가 발원한 곳 중의 하나로, 전설에 의하면 도교선사 장도릉(張道陵)이 이곳 청성산에서 득도했다고 한다. 이후 청성산은 천사도교(天師道) 종파의 종산이 되었다. 전국 각지에서 역대 이 종파의 참배가 이어진다.
청성산 위의 주요 도교 건축물은 다음과 같다:
- 상청궁(上清宮); 가장 유명하다.
- 건복궁(建福宮)
- 노군각(老君閣)
- 원명궁(園明宮)
- 천사동(天師洞)

## 청성후산의 주요 볼거리
- 진안고진, 진안사 등